# Darżewo (Pomerania)
Darżewo [pronunciación en polaco: /darˈʐɛvɔ/] (en alemán: Darsow) es un pueblo en el distrito administrativo de gmina Nowa Wieś Lęborska, dentro del condado de Lębork , voivodato de Pomerania, en el norte de Polonia. Se encuentra a aproximadamente 13 kilómetros al suroeste de Nowa Wieś Lęborska, 14 kilómetros al suroeste de Lębork, y 71 kilómetros al oeste de la capital regional, Gdańsk.
Para detalles de la historia de la región, véase Historia de Pomerania.
El pueblo tiene una población de 262 habitantes.